# (33137) 1998 DO1
1998 دي أو 1 (ويعرف أيضًا باسم (33137) 1998 دي أو 1 وفق تسمية الكوكب الصغير) (بالإنجليزية: 1998 DO1)‏ هو كويكب ضمن حزام الكويكبات؛ وترتيبه 33137 من حيث الاكتشاف.
اكتُشف هذا الجُرم الفلكي بواسطة Adrián Galád ‏ في 20 فبراير 1998.

## وصلات خارجية
- (33137) 1998 DO1 في قاعدة بيانات مختبر الدفع النفاث لأجرام النظام الشمسي الصغيرة

- الاكتشاف · مخطط المدار ·  العناصر المدارية · المعلمات المادية

- (33137) 1998 DO1 على موقع ويكي سكاي: DSS2, SDSS, GALEX, IRAS, Hydrogen α, X-Ray, Astrophoto, Sky Map, Articles and images